# David Niklason
David Niklason, född 9 januari 1884 i Visby, död 29 maj 1950 i Stockholm, var en svensk företagare.
David Niklason var son till kontorschefen Oscar Niklason. Efter avslutad skolgång praktiserade han i flera detalj- och engrosaffärer. Från 1913 drev han tillsammans med John Åkerblom Tekniska kompaniet som kompanjonerna arbetade upp till ett av de större svenska grossistföretagen inom kemisk-tekniska området. Han var även direktör för Beitholtz tekniska fabriks AB i Stockholm från 1935, styrelseledamot i Svenska grossistförbundet från 1932 och styrelseordförande i Svenska parfymengrossisters förening från 1946. Niklason var en av Folkpartiets ledande krafter i Stockholm. Han var ledamot av partiets centralstyrelse och arbetsutskott från dess bildande 1933, ordförande i partiets stockholmsavdelnings handels- och hantverksgrupp från 1937 samt ordförande i dess 4:e kretsstyrelse 1925–1935. 1935–1946 var han stadsfullmäktig och 1940–1944 ledamot av stadskollegiet. Han var ledamot av hamnstyrelsen från 1944, av styrelsen för Stockholms stads frihamns AB från samma år och av handels- och sjöfartsnämnden från 1946. 1935–1936 var han ledamot av Stockholms stads industriverksstyrelse, 1937–1940 av Stockholms stads fastighetsnämnd och 1941–1946 av styrelsen för det kommunala bostadsbolaget AB Familjebostäder.